# Direktionsbezirk Dresden
Der Direktionsbezirk Dresden war der Nachfolger des Regierungsbezirkes Dresden im Freistaat Sachsen. Die Verwaltung wurde als Landesdirektion Dresden bezeichnet. Diese Mittelbehörde entstand im Zuge der sächsischen Verwaltungsneuordnung und der sächsischen Kreisreform am 1. August 2008. Am 1. März 2012 ging sie in der neuen Landesdirektion Sachsen auf.
Die Amtsbezeichnung Regierungspräsident wurde durch das sächsische Verwaltungsneuordnungsgesetz in Präsident der Landesdirektion Dresden geändert.

## Geschichte
Bereits seit Mitte des 19. Jahrhunderts gab es im Königreich Sachsen staatliche Mittelbehörden, die seinerzeit „Kreishauptmannschaften“ genannt wurden und im Laufe der Geschichte mehrmals ihre Grenzen veränderten. Der Regierungsbezirk Dresden geht auf die Kreishauptmannschaft Bautzen und die Kreishauptmannschaft Dresden zurück, die erst 1932 zur Kreishauptmannschaft Dresden-Bautzen zusammengelegt wurden. 1939 wurde sie in Regierungsbezirk Dresden-Bautzen umbenannt. Nach dem Zweiten Weltkrieg sollten zunächst wieder Regierungsbezirke errichtet werden, doch wurde diese Absicht 1947 aufgegeben.
Nach Auflösung der Länder in der DDR wurden im Jahr 1952 gemäß dem zentralistischen Organisationsprinzip Bezirke eingerichtet, die jedoch in ihrer Funktion mit den nach 1990 bestehenden Regierungsbezirken kaum zu vergleichen waren. Erst mit der Wiedererrichtung des Landes Sachsen 1990 wurde auch die Grundlage für die Neubildung von Regierungsbezirken geschaffen.
Der Regierungsbezirk Dresden umfasste seitdem weitgehend das Gebiet des Bezirks Dresden. Hinzu kamen die damaligen Kreise Hoyerswerda und Weißwasser des Bezirks Cottbus, nachdem eine Volksbefragung in den Kreisen ergab, dass sich der Großteil der Einwohner die Zugehörigkeit zum Land Sachsen wünschten.
Am 1. Januar 2008 umfasste der damalige Regierungsbezirk drei kreisfreie Städte und 201 Gemeinden in acht Landkreisen. Das Regierungspräsidium wurde im Zuge der sächsischen Kreisreform am 1. August 2008 in die Landesdirektion umgewandelt. Anders als bei den Landesdirektionen Chemnitz und Leipzig, bei denen sich infolge der Bildung des Landkreises Mittelsachsen über die Grenzen der vorherigen Regierungsbezirke hinweg Grenzverschiebungen ergaben, war der Direktionsbezirk Dresden genauso groß wie der Regierungsbezirk Dresden. Die Landeshauptstadt Dresden blieb kreisfrei, die kreisfreien Städte Hoyerswerda und Görlitz wurden eingekreist und die Landkreise zu vier größeren Landkreisen zusammengeschlossen.
Der Präsident der Landesdirektion Henry Hasenpflug wurde im Dezember 2010 zum Staatssekretär im Sächsischen Staatsministerium für Wissenschaft und Kunst ernannt. Seit seiner Amtseinführung am 1. Juni 2011 nahm Dietrich Gökelmann, Präsident der Landesdirektion Chemnitz, auch die Funktionen der Präsidenten der Landesdirektionen Dresden und Leipzig bis zur Bildung der neuen Landesdirektion Sachsen im März 2012 wahr.

## Verwaltungssitz
Der Hauptsitz der Landesdirektion Dresden befand sich in der Albertstadt in einem ehemaligen Kasernengebäude (Kaiser-Grenadier-Kaserne), welches ursprünglich das Grenadier-Regiment „Kaiser Wilhelm, König von Preußen“ (2. Königlich Sächsisches) Nr. 101 der Sächsischen Armee in Dresden beherbergte. Dort residiert heute die Dienststelle Dresden der Landesdirektion Sachsen. Außenstellen der Verwaltung befinden sich zudem in Görlitz und Bautzen.

## Gliederung
in Klammern: Sitz des Landratsamts
- Landkreis Bautzen (Bautzen)
- Dresden, kreisfreie Stadt
- Landkreis Görlitz (Görlitz)
- Landkreis Meißen (Meißen)
- Landkreis Sächsische Schweiz-Osterzgebirge (Pirna)